# اویس حسن‌زاده
اویس حسن‌زاده مقدم بازیکن اینلاین هاکی و هاکی روی یخ اهل ایران، و دروازه‌بان تیم ملی اینلاین هاکی به مربیگری کاوه صدقی و نیز از سال ۱۳۹۹ دروازه‌بان تیم ملی هاکی روی یخ ایران است.

## زندگی و حرفه
حسن‌زاده اهل گیلان بوده و از بهمن ۱۳۹۹ به‌عنوان دروازه‌بان به تیم ملی هاکی روی یخ ایران پیوسته‌است. او در سال ۱۳۹۰ به عضویت تیم ملی هاکی نوجوانان ایران درآمد و پس از پیوستن به تیم ملی بزرگسالان هاکی روی یخ به‌عنوان نخستین دروازه‌بان این تیم در مسابقات جام ملت‌های آسیا، در این رقابت‌ها حضور یافت. در این مسابقات، تیم ایران موفق به کسب مقام قهرمانی آسیا شد.
حسن‌زاده در سال ۱۳۹۷ با تیم ای‌فیت پرو تهران در لیگ برتر اینلاین هاکی تهران به قهرمانی دست یافت.

## افتخارات
- مقام دوم هاکی روی یخ دیویژن چهار مسابقات جهانی (قرقیزستان - ۲۰۲۲)[۸][۹][۱۰][۱۱][۱۲]